# Awraja

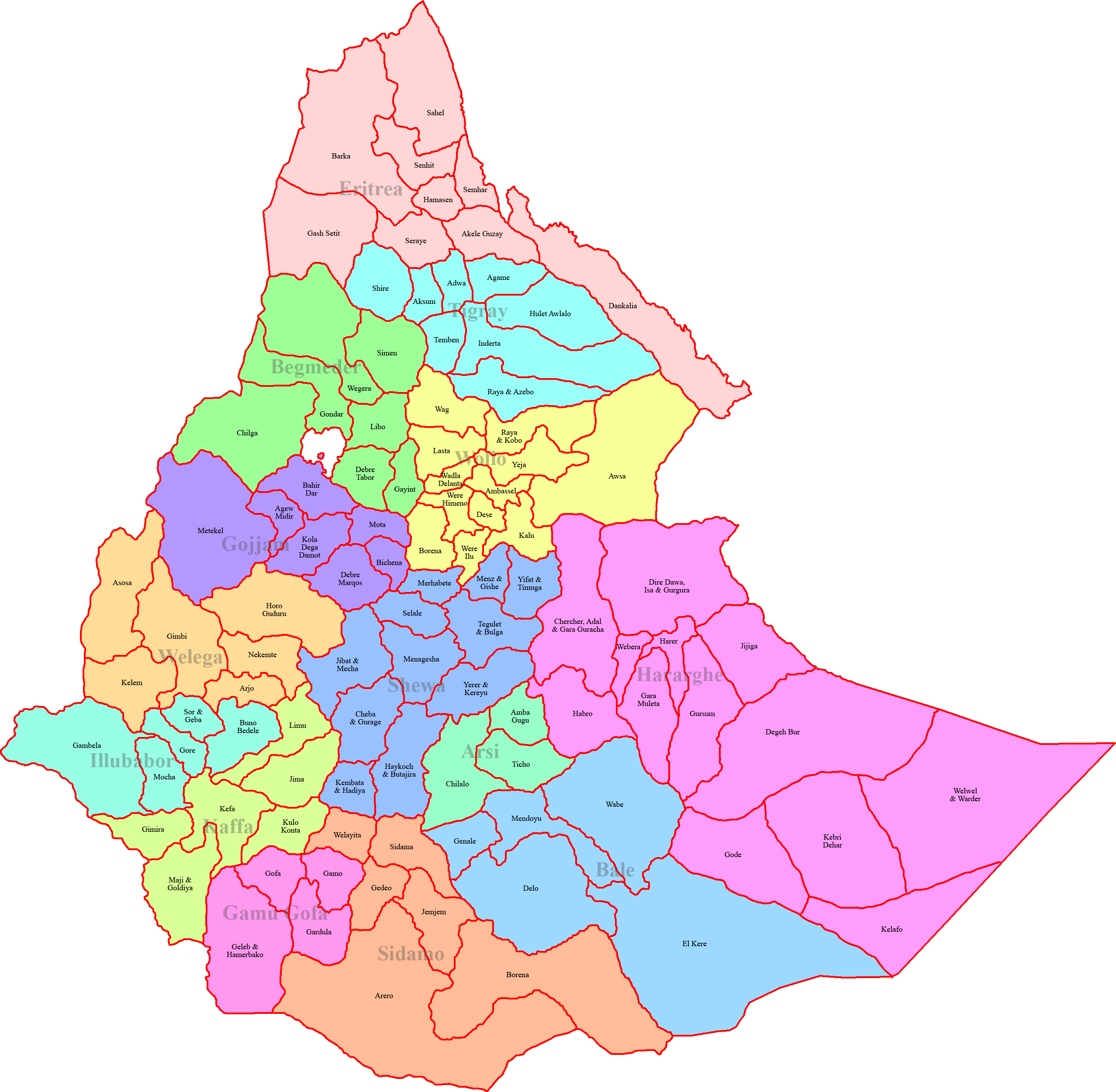
Carte des provinces et awrajas d'Éthiopie avant 1995.

Un awraja est une ancienne subdivision administrative de l'Éthiopie, échelon inférieur à la province. Ces subdivisions administratives ont été remplacées en 1995 par une répartition en régions et en zones.